# Marionina weilli
Marionina weilli är en ringmaskart som beskrevs av Lasserre 1964. Marionina weilli ingår i släktet Marionina och familjen småringmaskar. Inga underarter finns listade i Catalogue of Life.